# USS Nathanael Greene (SSBN-636)
USS Nathanael Greene (SSBN-636) – amerykański okręt podwodny o napędzie atomowym z okresu zimnej wojny typu James Madison, przenoszący pociski SLBM. Wszedł do służby w grudniu 1964 roku. Okręt nazwano imieniem generała Armii Kontynentalnej Nathanaela Greena. Wycofany ze służby w 1986 roku.

## Historia
Kontrakt na budowę okrętu został przydzielony stoczni Portsmouth Naval Shipyard w Kittery 21 lipca 1961 roku. Rozpoczęcie budowy okrętu nastąpiło 21 maja 1962 roku. Wodowanie miało miejsce 12 maja 1964 roku, wejście do służby 19 grudnia 1964 roku. Okręt rozpoczął patrole operacyjne w 1965 roku. 
W 1970 roku po wykonaniu 19 patrolu, został skierowany do stoczni na remont i wymianę pocisków Polaris na Poseidon, prace zakończyły się w listopadzie 1971 roku. Okręt wycofano ze służby 15 grudnia 1986 roku. Złomowanie jednostki zakończyło się 20 października 2000 roku.